# Ashita no Joe
 (septembre 2021).
- Si vous ne connaissez pas le sujet, laissez ce bandeau (vous pouvez alors contacter les auteurs).
- Si vous supprimez le contenu mis en cause (vous pouvez préalablement contacter les auteurs),

argumentez précisément cette suppression dans la page de discussion
(un manque de référence n'est pas un argument ; une recherche réelle de référence doit avoir été effectuée, être formellement documentée).
Ashita no Joe (あしたのジョー, Ashita no Jō, litt. Le Joe de demain) est un manga dessiné par Tetsuya Chiba sur un scénario de Asao Takamori (alias Ikki Kajiwara). Il a été prépublié dans le magazine Weekly Shōnen Magazine entre janvier 1968 et mai 1973, et a été compilé en vingt tomes au 10 novembre 1993. Plusieurs rééditions du manga ont également vu le jour. La version française est éditée en intégralité dans une édition de luxe de treize volumes par Glénat.
Le manga suit Joe Yabuki, 15 ans, qui est un jeune orphelin roublard et bagarreur. Arrivant dans un bidonville, ses talents au combat attirent l'intérêt de Tange Danpei, ancien boxeur alcoolique qui décide de l'entraîner pour en faire un boxeur exceptionnel. Seulement, Joe Yabuki n'est pas trop intéressé par cette idée, et a des problèmes avec les autorités.
Le manga fut adapté deux fois en anime, en 1970 (Ashita no Joe - 79 épisodes, jamais diffusée en France) et en 1980 (Ashita no Joe 2 - 47 épisodes dont seuls les 26 premiers furent diffusés sur La Cinq en 1991 sous le titre Joe 2), ainsi que deux films d'animation. Ashita no Joe 2 a fait l'objet d'une sortie en 3 coffrets DVD chez IDP, comportant une version japonaise sous-titrée et une version française complétée pour l'occasion. Un film live est sorti en février 2011.
L'œuvre est aujourd'hui vue comme un manga culte et s'est vendue à plus de 16 millions d'exemplaires. À l'occasion du 50e anniversaire de la série, en 2018, un anime produit par TMS Entertainment est diffusé sous le titre Megalo Box. La série reçoit le Prix spécial du Prix culturel Osamu Tezuka 2018.

## Résumé
Dans les années 1960, à Tokyo, Joe Yabuki, un adolescent, échoue dans les doya, le quartier pauvre de la ville. Voulant s’approcher d’un parc, il trébuche sur un vieil ivrogne, Danpei Tange, qui ne tarde pas à déclencher une bagarre. Joe n’a aucun mal à le mettre à terre mais à sa surprise, le borgne lui propose de faire de lui un boxeur professionnel. Joe le rembarre mais dans l’incapacité de trouver un hôtel se retrouve obliger de passer la nuit avec lui et d’autres sans-abris. Dans la soirée, trois ohinime (des voyous) que Joe avait affronté précédemment, reviennent pour se venger, accompagnés cette fois, de leur gang au grand complet. Joe et Danpei, se défendent mais sont laissés pour mort, blessés.
Conduits en prison à la suite de cet événement, Danpei raconte son histoire au jeune homme : dans sa jeunesse, il était un bon boxeur et dut arrêter sa carrière à la suite d'une blessure à l’œil. Il devint entraîneur mais son boxeur, excédé par son attitude, partit dans un autre club. Ruiné et alcoolique, son errance le conduisit dans les doya. Danpei est persuadé que Joe a le potentiel de devenir un grand champion et qu’ensemble, ils graviront les marches vers la gloire. À leur sortie, Joe accepte et commence son entraînement. Danpei travaille jour et nuit pour offrir à son élève un centre d’entraînement digne de lui (qui fait office d’une cabane sous un pont) mais Joe préfère se faire de l’argent facile avec les enfants du quartier dès que son coach a le dos tourné. Un jour, il convoque des journalistes pour faire croire que son gang se trouve être des orphelins dont il s’occupe depuis la mort de sa mère, directrice d’orphelinat. Les dons affluent de tout le pays mais l’escroquerie est vite découverte. Danpei, hors de lui, retrouve Joe avec l’aide des policiers dans son quartier général (un immeuble en ruine) où il lui inflige une sévère correction grâce à ses anciens talents de boxeur. La police emmène Joe sous les pleurs des enfants et de Danpei. Eux, pour avoir perdu leur chef, lui, son prodige.
Pour autant, le vieil homme ne s’avoue pas vaincu et envoie ses leçons de boxe par correspondance dans la prison. D’abord excédé, Joe finit par se prendre au jeu. Grâce à elles, Joe parvient à se défendre face aux autres détenus et triompher de leur chef, Kanichi Nishi. À son procès, seuls Danpei, les enfants et une jeune bourgeoise (l’une des victimes de "l’orphelinat") sont présents. Devant les multiples infractions du garçon, le jugement est irrévocable : Joe devra purger sa peine au centre spécial d’éducation Toko. Avant d’y être conduit, Danpei le supplie de ne pas oublier son enseignement, synonyme de lendemain meilleur. Dans le fourgon, Joe retrouve Nishi, terrorisé, par ce qui pourrait leur arriver là-bas. À leur arrivée, ils sont copieusement rossés par leurs codétenus mais Joe se venge en enfermant ses agresseurs dans les toilettes de leur cellule. Emmenés pour travailler dans les champs, Nishi prévient son compagnon qu’il doit s’évader au plus vite car les autres adolescents comptent lui faire payer son attitude, quitte à le tuer. Appelés à la ferme, un détenu à vélo remet une lettre à Joe qui contient une nouvelle leçon de Danpei. À la suite de cela, Joe et Nishi sont conduits dans la porcherie où les détenus les précipitent dans le fumier qu’ils sont obligés de ramasser à mains nues. Joe en profite pour monter sur l’un des cochons et parvient à s’enfuir avec l’aide de Nishi. Le troupeau traverse les champs mais est arrêté par le détenu à vélo qui leur donne des coups de poing. Furieux, Joe l’attaque mais se fait mettre au tapis. À l’infirmerie, Joe apprend son identité : Toru Rikiishi, un ancien boxeur. Joe décide alors de renoncer à sa tentative d’évasion et de l’affronter.
De leur côté, Danpei et les enfants arrivent à entrer dans la prison grâce à l’intervention de Yoko Shiraki (la bourgeoise présente au procès) qui donne des représentations théâtrales pour les détenus. Forcé d’assister à la pièce, Joe ne se prive pas de railler la représentation avant de partir dans la cour. Yoko lui demandera pourquoi il ne l’aime pas ce à quoi Joe répondra qu’elle vient dans les centres d’éducations uniquement pour se repaître de sa propre charité. Rikiishi, qui connaît la jeune femme, souhaite affronter Joe pour laver son honneur et un match de boxe est organisé. Grâce à Danpei, Joe décoche un contre-croisé à Rikiishi et les deux boxeurs finissent tous les deux KO. Gagnés par la fièvre du sport, les détenus décident d’organiser un grand tournoi entre dortoirs. À la suite de son match où Joe apprend à utiliser son jeu de jambes, Rikiishi lui propose un combat. Interrompu par Danpei et Yoko, le vieil entraîneur leur propose de se retrouver dans le monde professionnel ce à quoi les deux rivaux consentent. Quelques jours plus tard, Rikiishi quitte le centre d’éducation pour rejoindre le Club Shiraki (détenu par le grand-père de Yoko) et Joe, un an plus tard, le futur club Tange .
De retour dans les doya, Joe et Nishi (qui souhaite lui aussi devenir boxeur) s’entraînent le matin et travaillent le reste de la journée dans une épicerie. Malgré tout, Danpei n’arrivent pas à obtenir sa licence, la faute à son comportement lorsqu’il était entraîneur. Joe se rend à un match d’un espoir de la boxe, Wolf Tanaguchi, et utilise son contre-croisé sous l’œil des journalistes. La fédération n’a d’autres choix que de reconnaître le Club Tange pour que Wolf prenne sa revanche. Après une série de victoires, Joe finit par l’affronter et triomphe sous l’œil de Rikiishi qui lui promet d’être son prochain adversaire. Rikiishi entame alors un régime drastique pour passer de Poids Plume à Poids Coq pour que la rencontre ait lieu. Au cours du match, Joe lui donne un coup à la tempe et son adversaire chute dans les cordes. Dans le dernier round, Joe est contraint d’attaquer et Rikiishi gagne la rencontre. Quelques minutes plus tard, Rikiishi décède à cause de sa trop grande perte de poids et des coups qu’il a reçus. Après l’enterrement, Joe, bouleversé par la mort de son rival, jure qu’il ne remontera plus jamais sur le ring. Les mois suivants, il rencontre Yoko, puis Wolf. Encouragé par ses amis, il finit par retourner boxer. Malgré tout, Joe est « hanté par l’esprit de Rikiishi » et refuse, inconsciemment, de frapper la tête de ses adversaires. Devant ses piètres résultats, Danpei finit par fermer son club mais Joe refuse de se laisser vaincre par un fantôme et part faire des matchs d’exhibition à travers tout l’archipel.
Un soir, en regardant la télé, il remarque que Yoko (devenue entretemps la directrice du Club Shiraki) a recruté le 6e boxeur mondial, Carlos Rivera, pour le faire boxer au Japon. Joe comprend que le Vénézuélien dissimule sa véritable force pour affronter ses adversaires et décide de retourner à Tokyo pour devenir son partenaire d’entraînement. Une complicité s’installe entre les deux boxeurs comme le fut celle avec Rikiishi et à la suite de deux matchs officiels, une amitié naît. Carlos repart pour affronter le Champion du Monde mais est vaincu. La raison est que les coups donnés par Joe ont provoqué une « ivresse des boxeurs » à Carlos, synonyme de fin de carrière. À la suite de cela, plus aucun club japonais ne souhaite proposer de match contre Joe, par crainte de ce qui pourrait arriver à leur boxeur.
Joe ne s’avoue pas vaincu et demande à Danpei de lui trouver des adversaires à travers toute l’Asie. Sa réputation parvient jusqu’aux oreilles de Kim Ryuhi, le champion d’Asie contre qui un match est organisé. Tout comme Rikiishi l’avait fait pour lui, Joe suit un régime pour pouvoir affronter le Coréen et réussit à devenir le nouveau champion. Joe décide d’affronter Jose Mendoza, le champion du monde mais Yoko, qui obtient les droits de la rencontre, émet son veto et lui demande de défendre son titre avant cela. Le Club Shiraki dépêche Harimao, un Malais que Joe bat. Malgré tout, Yoko découvre avec l’aide du médecin de Jose, que Joe souffre d’une ivresse des boxeurs dans un état avancé et qu’il serait dangereux d’organiser un match. La rencontre a cependant bien lieu et Yoko, dans une dernière tentative, confesse son amour pour Joe pour qu’il ne monte pas sur le ring. Joe lui avoue qu’il est au courant pour sa maladie depuis bien longtemps mais qu’il ne peut se défiler. Le match est extrêmement violent mais Joe se défend jusqu’à faire douter Jose sur ses chances de victoires. Les coups s’enchaînent jusqu’au coup de gong final où le gagnant est désigné aux points. Jose est déclaré vainqueur et Danpei s’approche de Joe pour le féliciter.
La dernière case est laissée à l’interprétation du lecteur : Joe semble endormi ou peut être mort sur sa chaise, le sourire aux lèvres.

## Personnages
- Joe Yabuki (矢吹 丈, Yabuki Jō?) : Adolescent de 15 ans au début du manga, orphelin, il est placé très tôt en centre d'aide social dont il fugue à de nombreuses reprises. Joe est de nature bagarreur et colérique, prêt à obtenir la victoire de n'importe quelle manière, quitte à tricher. Au fur et à mesure de son évolution dans le sport, il perdra son attitude belliqueuse et se donnera corps et âme à la boxe. Sa capacité de ne jamais abandonner fera souvent douter ses adversaires sur leur chance de victoire. Sa technique fétiche est le contre-croisé où il laisse volontairement son adversaire frapper avant de lui décocher un coup d'une extrême puissance à la tête.
- Danpei Tange (丹下 段平, Tange Danpei?) : Borgne et alcoolique, il s'agit d'un ancien boxeur, devenu entraîneur. Lors de sa rencontre avec Joe, ce dernier décèle le potentiel du jeune homme. Dans les premiers tomes, il n'aura de cesse de le convaincre de devenir boxeur, puis deviendra son mentor. Grâce à Joe, il connaîtra enfin la reconnaissance de ses paires dans le sport. Son surnom "Kenkichi" signifie littéralement "Fou de Boxe".
- Kanichi Nishi (西 寛一, Nishi Kanichi?) : Ex-chef des malfrats dans la prison où Joe est transféré avant son procès. Il est très grand et a un nez rouge. Devant les exploits de Joe, il rejoindra lui aussi le club Tange pour devenir boxeur sous le nom de "Mammouth" où il fera quelques matchs avant d'arrêter sa courte carrière à cause d'une blessure à la main. Après la décision de Danpei de fermer son club à la suite des défaites de Joe, il deviendra employé à temps complet dans l'épicerie où il travaillait. Vers la fin du manga, il se mariera avec Noriko, la fille de l'épicier. L'évolution de Nishi est parallèle à celle de Joe et montre, sans jugement, ce qu'aurait pu être sa vie s'il avait décidé de se retirer du monde de la boxe.
- Yoko Shiraki (白木 葉子, Shiraki Yōko?) : Jeune bourgeoise, un peu plus âgé que Joe. Elle est d'abord présentée comme une victime de l'orphelinat avant de devenir un personnage récurrent. Sa relation avec lui est faite d'une sorte d'amour-haine (leur nombreuses rencontres se terminent souvent violemment) qui cache des sentiments à l'égard du jeune boxeur. À côté, Yoko est douée en manipulation et n'hésite pas à recourir à différents moyens pour parvenir à ses fins (elle cachera, par exemple, le véritable potentiel de Carlos pour qu'il participe à des combats au Japon). Bien que paraissant froide, elle perd souvent ses moyens lorsque le sang se met à couler sur le ring. Après la mort de Rikiishi, elle reprendra le Club Shiraki.
- Tôru Rikiishi (力石 徹, Rikiishi Tōru?) : Boxeur professionnel. Il se battait dans la catégorie poids mi-moyens dans des matchs en 6 rounds. Surnommé "le jeune tueur à gages" grâce à ses frappes explosives, il gagna 13 victoires par KO. Lors d'une rencontre, il perdit son sang-froid à cause d'un spectateur injurieux et le roua de coups. La fédération l'interdit de combattre définitivement et sera envoyé en centre d'éducation. Lorsqu'il rencontrera Joe, une rivalité puis une amitié naîtra entre eux. Grâce à Mikinosuke Shiraki, il reprendra sa carrière. Pour affronter Joe, il subira un régime drastique qui le tuera à la fin du match. Contrairement à Joe, Rikiishi est calme et tempéré. Lorsqu'il se bat, il démontre tout le génie qu'il possède dans ce sport et finit souvent ses matchs en quelques minutes.
- Mikinosuke Shiraki (白木 幹之介, Shiraki Mikinosuke?) : Grand-père de Yoko et fervant admirateur de boxe. Il fondera le Club Shiraki spécialement pour y entraîner Rikiishi avant de se retirer à la suite de sa mort.
- Wolf Kanagushi (ウルフ 金串, Urufu Kanagushi?) : Espoir de l'Asia Boxing Club. Après un match, Joe le frappe volontairement pour obtenir la licence de boxe. Déshonoré, Wolf fera tout pour l'affronter et trouver une technique capable de vaincre le contre-croisé. Lors du match, Joe lui donne un coup à la mâchoire, ce qui signe la fin de sa carrière. Après la mort de Rikiishi, Joe découvrira qu'il s'est reconverti en yakuza. Wolf est présent lors du dernier match contre Jose Mendosa et encourage son ancien adversaire.
- Jun Shioya (塩谷 ジュン, Shioya Jun?) : Personnage inédit dans le manga, il s'agit de la petite amie de Wolf dans l'anime Ashita No Joe 2.
- Jirô Shioya (塩谷 ジロー, Shioya Jirō?) : Personnage inédit dans le manga, frère de Jun dans l'anime Ashita No Joe 2.
- Carlos Rivera (カーロス・リベラ, Kārosu Ribera?) : "Le Roi sans Couronne" et 6e mondial. Dragueur invétéré et de nature joyeuse, Il s'agit d'un enfant pauvre vivant dans les bidonvilles du Venezuela jusqu'à sa rencontre avec Harry Robert. Grâce à lui, il se hissera jusqu'au sommet mais faute d'adversaire, jouera la comédie pour trouver des matchs auxquels participer. Sa stratégie est systématiquement la même : Carlos se bat mollement pour que l'autre boxeur prenne confiance. Au moment où ce dernier pense ravir son titre au "Roi", Carlos lui décoche un coup à plein puissance d'apparence anodine. Pour les spectateurs et les arbitres, il s'agit juste de chance. Lors de son dernier match contre Tiger, il montre à tous sa véritable force en gagnant en quelques secondes. Il restera finalement au Japon pour affronter Joe avec lequel il nouera une véritable amitié. Il verra en lui l'adversaire contre qui il peut enfin se battre à pleine puissance ce qu'il fera au cours de leur divers rencontres. Après sa défaite contre Jose, Carlos souffrira d'une forme extrême d'ivresse des boxeurs et tombera dans la pauvreté. Il refera son apparition lors du combat contre Kim pour encourager Joe. Il sera alors pris en charge par Yoko pour être soigné.
- Harry Robert (ハリー・ロバート, Harī Robāto?) : Américain et entraîneur de Carlos Rivera. Ensembles, ils forment un duo. Si Carlos joue la comédie sur le ring, Harry le fait à l'extérieur pour lui trouver des adversaires. Il n'est pas précisé ce qu'il advient de lui après la défaite de Carlos contre Jose.
- Ryûhi Kim (金 竜飛, Kin Ryūhi?) : Coréen, Champion d'Asie Poids Coq. Surnommé "Le Dragon Doré Volant", ses détracteurs l'appellent "l'homme de glace" ou "la machine parfaite". La raison principale est que Kim ne montre aucune émotion pendant ses matchs, aucun mouvement inutile et revient inlassablement jusqu'à la victoire. Après chaque match, il lave ses mains, jusqu'à ce qu'elles soient propres du sang de ses adversaires. Ce tic lui provient de son passé douloureux. Lorsqu'il était enfant, la Guerre de Corée fut déclenchée. Orphelin, souffrant de la famine, Kim trouva un soldat blessé avec une besace rempli de nourriture. L'homme s'y accrocha désespérément et tenta de lui dire quelque chose mais Kim, affamé, le tua avec une pierre. La compagnie du soldat arriva et expliqua qu'il avait déserté pour apporter ces victuailles à sa famille. En entendant son nom, Kim Seiren, l'enfant comprit qu'il venait de tuer son père. Traumatisé, il fut pris en charge par le capitaine de son paternel, Gen Sotatsu et devint champion de boxe. Cet événement transforma son estomac qui resta proche de celui d'un enfant et lui permit dès lors, de ne pas à subir de régime.
- Harimao (ハリマオ, Harimao?) : "Le Tigre", Harimao ne s'exprime que par des grognements. Il était le meilleur guerrier de sa tribu en Malaisie. Il fut découvert par un journaliste anglais, amateur de boxe qui vit son potentiel. En seulement 17 victoires, il gagna tout ses combats par KO. Il est difficile de communiquer avec lui et lorsqu'il s'emporte (ce qui arrive souvent) la seule manière de le calmer est de lui donner du chocolat. Sa manière de boxer reste inédite : grâce à ses capacités physiques incroyables, il rebondit sur les cordes pour se projeter sur son adversaire. Lors de son match contre Joe, il redeviendra une bête sauvage devant la puissance de son adversaire, ce qui ne l'empêchera pas de perdre.
- Jose Mendosa (ホセ・メンドーサ, Hose Mendōsa?) : Mexicain, Champion du Monde Poids Coq. Lors de sa première apparition, il vient tapoter les épaules de Joe avant de s'en aller mystérieusement. De retour dans le club Tange, Danpei découvre que Joe est couvert de bleus là où le champion l'a frappé, synonyme de sa force. Joe tentera par tous les moyens de l'affronter après sa victoire contre Kim mais le champion refusera systématiquement, jusqu'à le mettre KO lorsque Joe tentera de le toucher. Lors d'un match d'exhibition, Joe comprend qu'il s'agit de l'adversaire le plus redoutable qu'il ait jamais affronté car malgré la pluie de coups du boxeur contre qui il se bat, Jose semble ne rien ressentir. Lors de leur match, Jose n'a aucun mal à mettre Joe plusieurs fois au sol jusqu'à ce que l'inverse se produise. Jose comprendra que Joe est déjà mort physiquement et que son seul son esprit lui permet de continuer le match ce qui le perturbera fortement. Au terme des douze rounds, Jose conserve son titre mondial mais en piteux état, les dents cassés et les cheveux devenus blancs. Lorsqu'il ne participe pas à des combats, Jose s'occupe de sa femme et de ses enfants et est suivi par un médecin pour veiller à ce qu'il ne développe pas une ivresse des boxeurs.
- Gondo Goromaki (ゴロマキ 権藤, Goromaki Gondō?) : Bardé d'une cicatrice, Gondo est un homme de main des yakuza rivaux de ceux pour qui travaille Wolf. Il se battra contre lui de manière déloyale jusqu'à le blesser à la mâchoire là où Joe l'avait frappé. Joe ne supportant pas l'humiliation subit par l'ex-boxeur lui décochera un coup qui lui prouvera qu'il n'a rien perdu de ses capacités. Gondo, aidé de ses hommes aidera Joe à s'entraîner lors de ses derniers matchs.
- Tiger Ôzaki (タイガー 尾崎, Taigā Ōzaki?) : Champion des Poids Coq japonais. Devant la série de victoires de Joe après la mort de Rikiishi, la fédération organise un match pour couper court à ses aspirations. Prétextant un match d'entraînement, le club de Tiger filme les mouvements de Joe pour trouver un point faible. Joe ayant compris la supercherie se bat n'importe comment mais son traumatisme est découvert. Lors de son match, Tiger le contre aisément et Danpei déclare forfait pour éviter une humiliation à son boxeur. Par la suite, Tiger mettra au courant les autres boxeurs contre qui Joe se bat pour leur permettre de remporter facilement la victoire. Il sera finalement vaincu par Carlos en quelques secondes.

## Manga

### Fiche technique
- Autres éditions :
  -  Star Comics

## Jeux vidéo
- 1991 : Legend of Success Joe (Neo-Geo MVS, Neo-Geo AES)
- 1992 : Ashita no Joe (Super Nintendo)
- 2001 : 
  - Ashita no Joe Touch: Typing Namida Hashi (PlayStation 2)
  - Boxing Mania: Ashita no Joe (borne d'arcade)
- 2002 : Ashita no Joe 2: The Anime Super Remix (PlayStation 2)
- 2003 : 
  - Ashita no Joe: Masseki ni Moe Agare! (Game Boy Advance)
  - Ashita no Joe: Masshiro ni Moe Tsukiro! (PlayStation 2)
- 2011 : Bikkuri Pachinko: Ashita no Joe - Kyoraku Collection Vol. 1 (PlayStation 3)

## Influence
Le manga Ashita no Joe a eu un grand retentissement au Japon, au point de devenir l'un des symboles de certains mouvements d'extrême gauche qui se sont réapproprié son image. Au Japon, le 31 mars 1970, pendant la Guerre du Viêt Nam, l'armée rouge japonaise détourne un avion pour protester contre le rôle du gouvernement japonais dans l'aide fournie à l'armée américaine. Les preneurs d'otages auraient lancé à l'intention des médias « Nous sommes Ashita no Joe » sans aucune autre déclaration. Selon une rumeur démentie par le dessinateur, Tetsuya Chiba, ces mouvements et incidents auraient eu pour conséquence la fin du manga Ashita no Joe sous la pression des autorités japonaises,.
D'autre part, la mort d'un personnage secondaire de l'histoire, le rival de Joe, Rikiishi, provoque de nombreuses réactions au Japon. L'éditeur et l'auteur reçoivent des lettres et des appels téléphoniques pour demander des explications sur la mort de ce personnage ou apporter des fleurs pour exprimer leur deuil,. Terayama Shuji, poète et dramaturge, ira jusqu'à écrire un essai sur Rikiishi, puis organisera des funérailles où il sera rejoint par une foule de lecteurs endeuillés,.
En 2018, à l'occasion du 50e anniversaire du manga sort la série d'animation Megalo Box produite par le studio d'animation TMS Entertainment et 3xCube, qui avait également produit le second anime d'Ashita no Joe en 1980.